# سوجوک
سوجوک یا سوجق (/suːˈd͡ʒʊk/) نوعی سوسیس خشک، تند و تخمیری است که در آشپزی ترکی، بالکان، خاورمیانه و آسیای مرکزی مصرف می‌شود. سوجوک عمدتاً از گوشت چرخ‌کرده و چربی حیوانی تهیه می‌شود که معمولاً از گوشت گاو یا گوسفند به دست می‌آید، اما در کشورهایی مانند ترکیه، بوسنی و هرزگوین، آلبانی، ارمنستان، بلغارستان، قزاقستان و قرقیزستان بیشتر از گوشت گاو استفاده می‌شود.

## ریشه شناسی و اصطلاحات
سوچوک اولین بار در قرن یازدهم توسط محمود الکشغری در کتاب «دیوان لغات الترک» به عنوان سوقات ذکر شد. اشاره دیگری توسط ابوحیان الغرناتی در اثر اوایل قرن چهاردهم با عنوان کتاب الادراک لی لسان الاترک ( كتاب الإدراك للسان الأتراك ذکر شده است. ). کلمه سوهوت خود به معنای سوجوک یا چیز خشک شده است و از ریشه ترکی -suɣur به معنای خشک کردن یا زهکشی گرفته شده است و پسوند -çïk/-çuk پسوند ترکی است (Suɣutçuk => Sucuk).     اما بر اساس برخی منابع، این واژه از یک واژه ایرانی میانه که در پارسی جدید با نام زیچ گواهی شده است، به وجود آمده است زيچ ) و ziwīdj ( زویج ) (به ترتیب به معنی «کشیدن، نوار، بند ناف» و «سوسیس») که بعداً به شکل زیچک درآمده است ( زیچک ). ) ،  نام های هم خانواده در سایر زبان های ترکی نیز وجود دارد ، مانند قزاقی: шұжық  , شوجیق ; قرقیزی: чучук   ، چوچوک Franciscus a Mesgnien Meninski در اصطلاحنامه خود کلمه sucuk را ثبت کرد ( سجوق ) برای اولین بار در ترکی عثمانی در اواخر قرن هفدهم. 
نام ترکی sucuk تا حد زیادی توسط سایر زبان‌های منطقه، از جمله: گاگائوزی: sucuk   بدون تغییر پذیرفته شده است. ; آلبانیایی: suxhuk  ; عربی: سُجُق‎، ت. «sujuq»  ; ارمنی: սուջուխ، ت. «suǰux»  ; بوسنیایی: sudžuk or sudžuka  ; بلغاری: суджук، ت. «sudzhuk»  ; یونانی: σουτζούκι، ت. «sutzúki»  ; مقدونی: суџук، ت. «sudzhuk»  ; ترکی آذربایجانی: sucuq  ; رومانیایی: sugiuc or ghiuden  ; روسی: суджук، ت. «sudzhuk»  ; Serbo-Croatian     ; کردی: benî, sicûq‎   .

## تولید
در ترکیه، گوشت گاو ماده اولیه اصلی برای تولید سوجوک است. در ابتدای فرآیند، گوشت در ۱۴–۱۶-میلیمتر (۰٫۵۵–۰٫۶۳-اینچ) از قبل آسیاب می شود. صفحات و برای محتوای چربی آن آزمایش شده است. سپس گوشت را با نمک پخت که حاوی 0.5 درصد نیتریت سدیم است مخلوط کرده و به مدت 8 تا 16 ساعت در 8 ۸–۱۲ درجه سلسیوس (۴۶–۵۴ درجه فارنهایت) نگهداری می شود. برای پردازش بیشتر. بعداً گوشت پیش آسیاب شده با چربی دم یخ زده و آسیاب شده، پیه گوشت گاو، ماست و مواد افزودنی مانند ادویه، آسکوربات ، دکستروز و کشت استارتر مخلوط می شود. مخلوط دوباره در ۱٫۶–۵-میلیمتر (۰٫۰۶۳–۰٫۱۹۷-اینچ) صفحات، که ساختار موزاییکی سوجوک را تشکیل می دهد. پس از آن محصول در محفظه های ساخته شده از کلاژن یا الیاف پر می شود و این روکش ها برای تقسیم سوجوک پیچ خورده یا بسته می شوند. 

سپس سوجوک برای فرآیند رسیدن آماده می شود که شامل مراحل تخمیر و پس از تخمیر است. در اولین روز از مرحله تخمیر، محصول در یک محیط با رطوبت نسبی بالا (RH) در حدود ۲۲–۲۳ درجه سلسیوس (۷۲–۷۳ درجه فارنهایت) رها می شود. . پس از آن RH و دما هر روز به تدریج کاهش می یابد و به ۱۸ درجه سلسیوس (۶۴ درجه فارنهایت) می رسد و 88% RH در روز آخر و سوم تخمیر. در پایان مرحله pH محصول باید به 4.9-5.0 کاهش یابد. در مرحله پس از تخمیر، ساکاک رسیده و خشک می شود تا رطوبت سوسیس به کمتر از 40 درصد برسد. 

انواع منطقه ای سوجوک
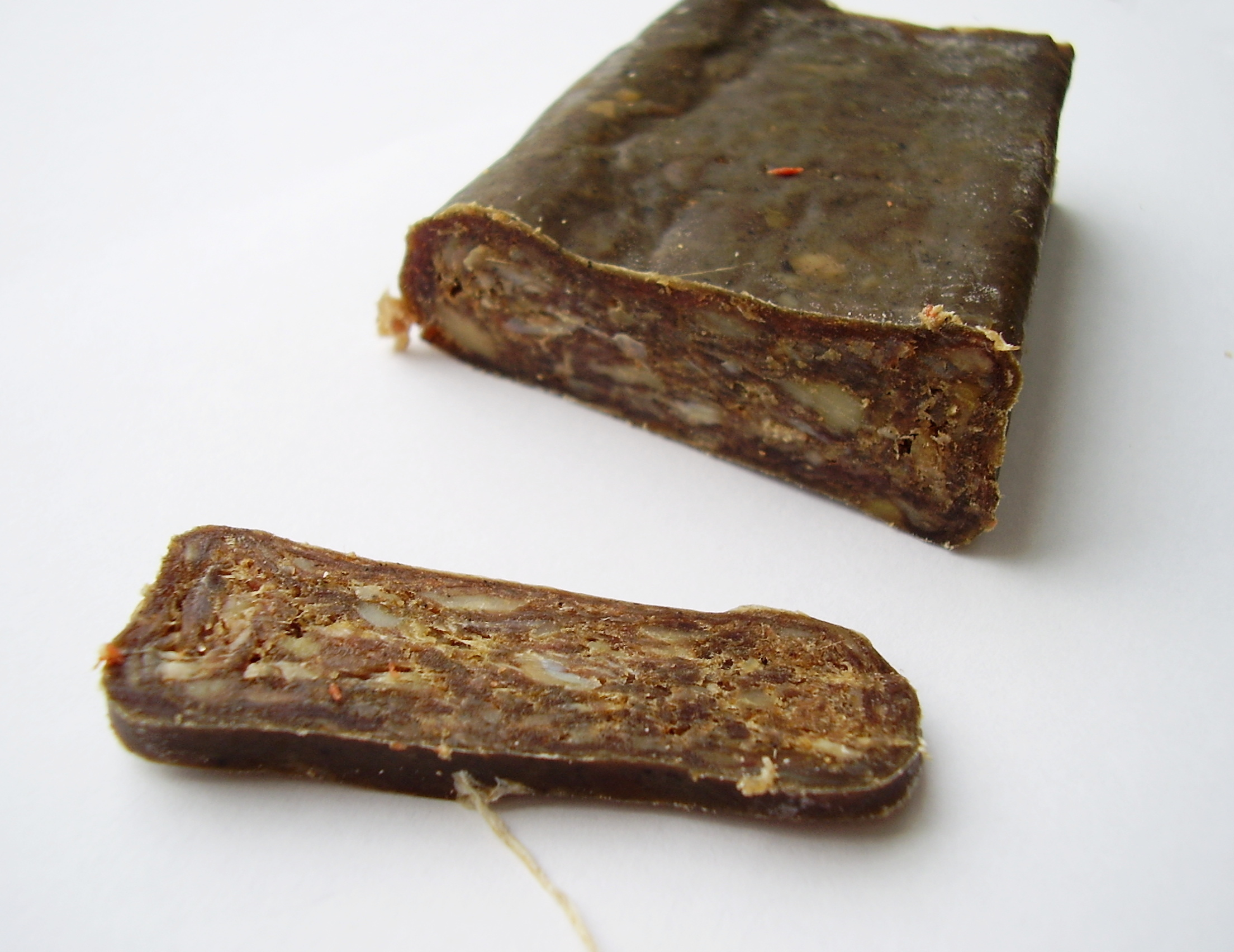
سوژوک از ارمنستان
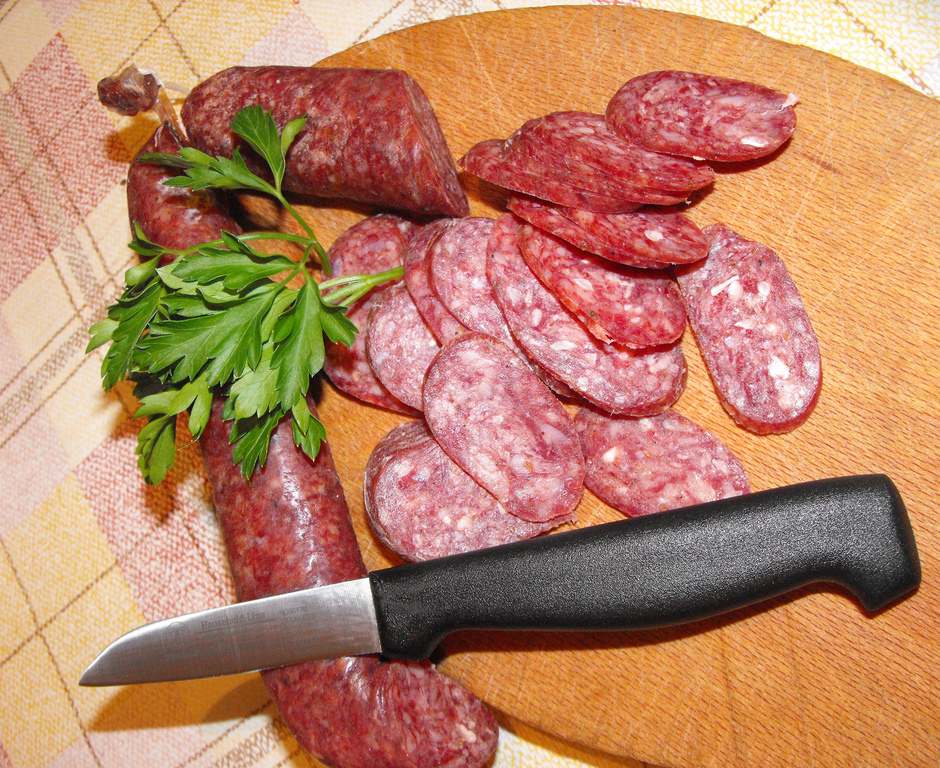
سوجوک از بلغارستان
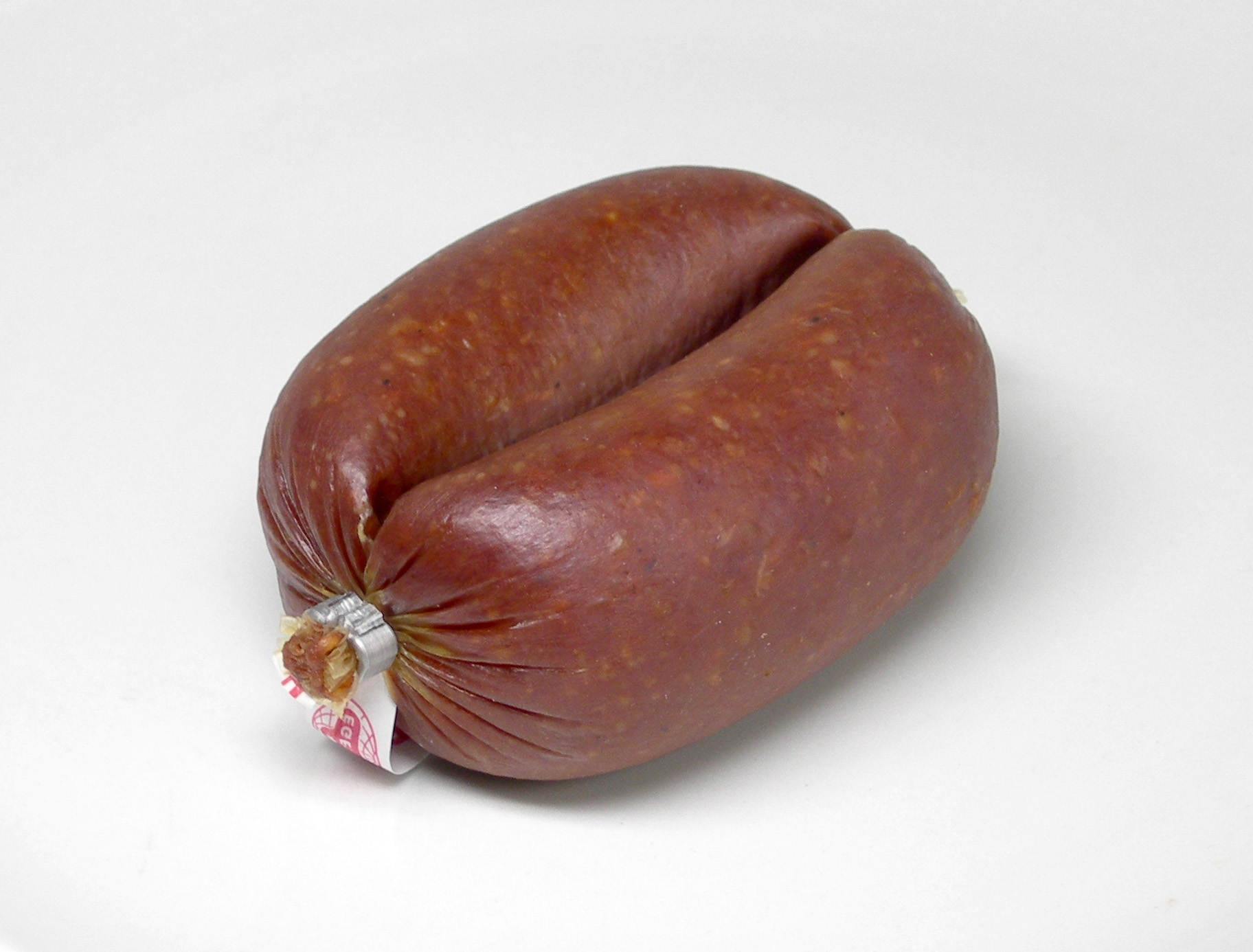
سوچوک از ترکیه
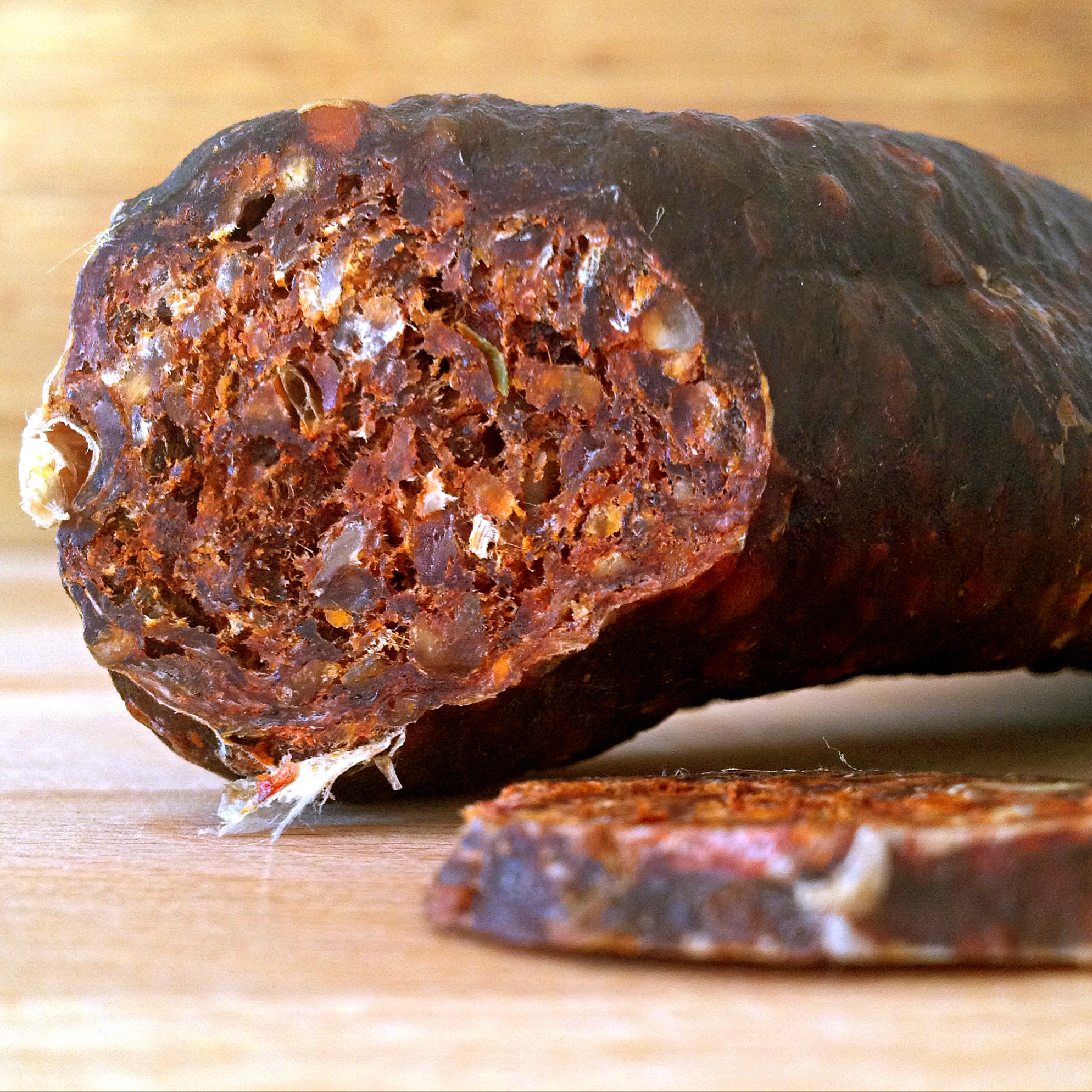
سوجوک خانگی کوزوو

## تغذیه
گزارش شده است که سوچک ترکیه به طور متوسط حاوی ۲۴.۵ درصد پروتئین، ۳۱.۵ درصد چربی،۳۵.۶۵ درصد رطوبت و ۳.۸ درصد نمک است. محتوای چربی سوجوک بسیار متغیر است. برخی از مارک های سوجوک آزمایش شده تنها حاوی ۲۳ درصد چربی بودند، در حالی که برخی دیگر از ۴۲ درصد فراتر رفتند. 

## غذاهای تهیه شده با سوجوک
در حالی که سوجوک را می توان خام خورد، معمولاً قبل از مصرف پخته می شود.  برش های نازک سوجوک را می توان در ماهی تابه در کمی کره سرخ کرد، در حالی که قطعات بزرگتر را می توان کبابی کرد. Sucuklu yumurta که در لغت به معنای "تخم مرغ با سوجوک" است، معمولا به عنوان یک غذای صبحانه ترکی سرو می شود.  سوچوکلو یومورتا یک غذای ساده از تخم‌مرغ‌های سرخ شده است که همراه  پخته می‌شود، اما سوجوک را می‌توان به غذاهای دیگر تخم‌مرغی مانند منمن (که شبیه شاکشوکا است، اما با تخم‌مرغ‌های همزده به جای آب‌پز) اضافه کرد.  

سوجوک را می‌توان به بسیاری از غذاها از جمله خورش لوبیا ( کورو فاسولیه )، شیرینی‌های پر شده با خمیر فیلو ( بورک ) و به عنوان رویه پیتزا یا پید اضافه کرد.  

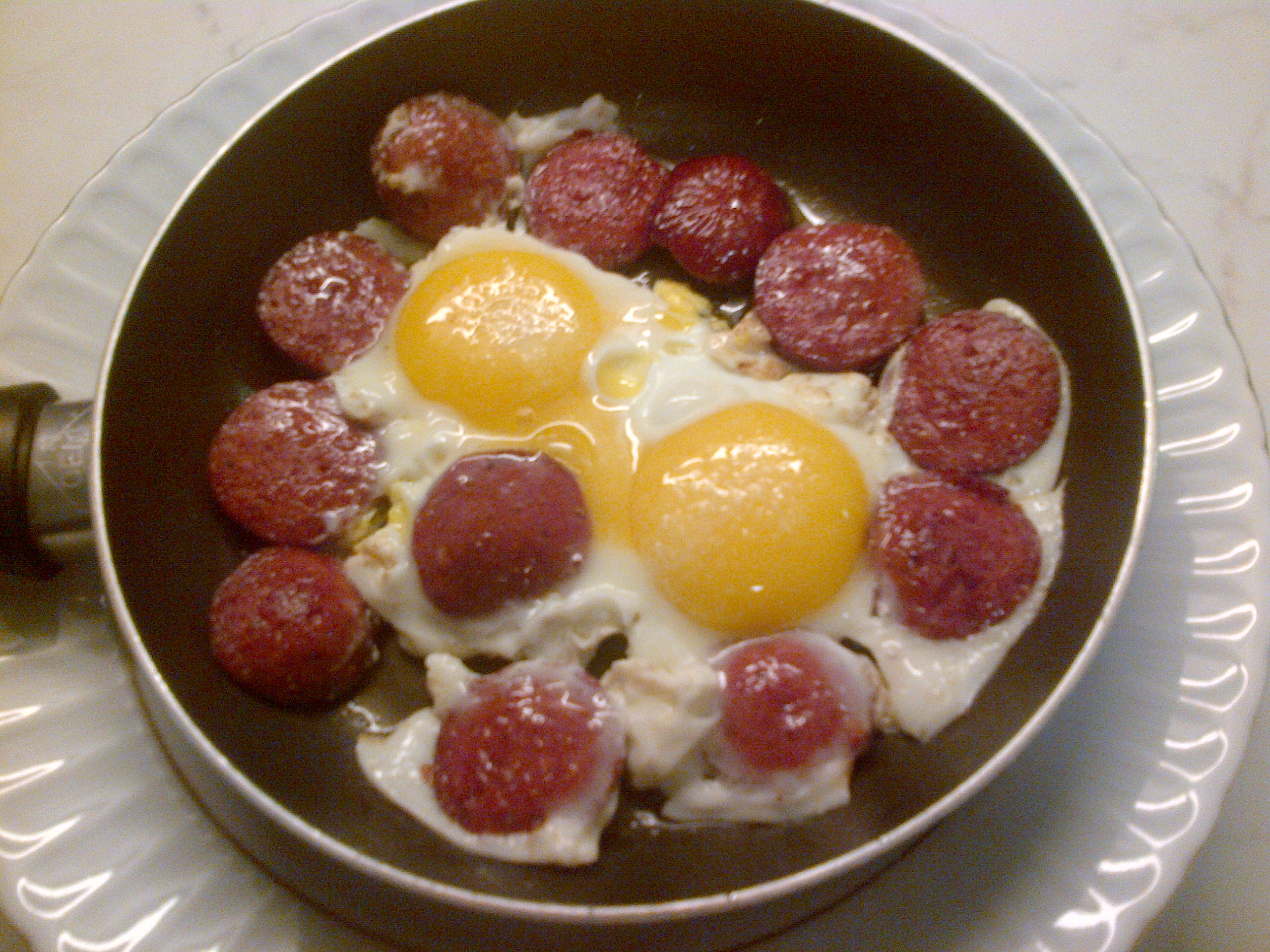
تخم مرغ با سوجوک
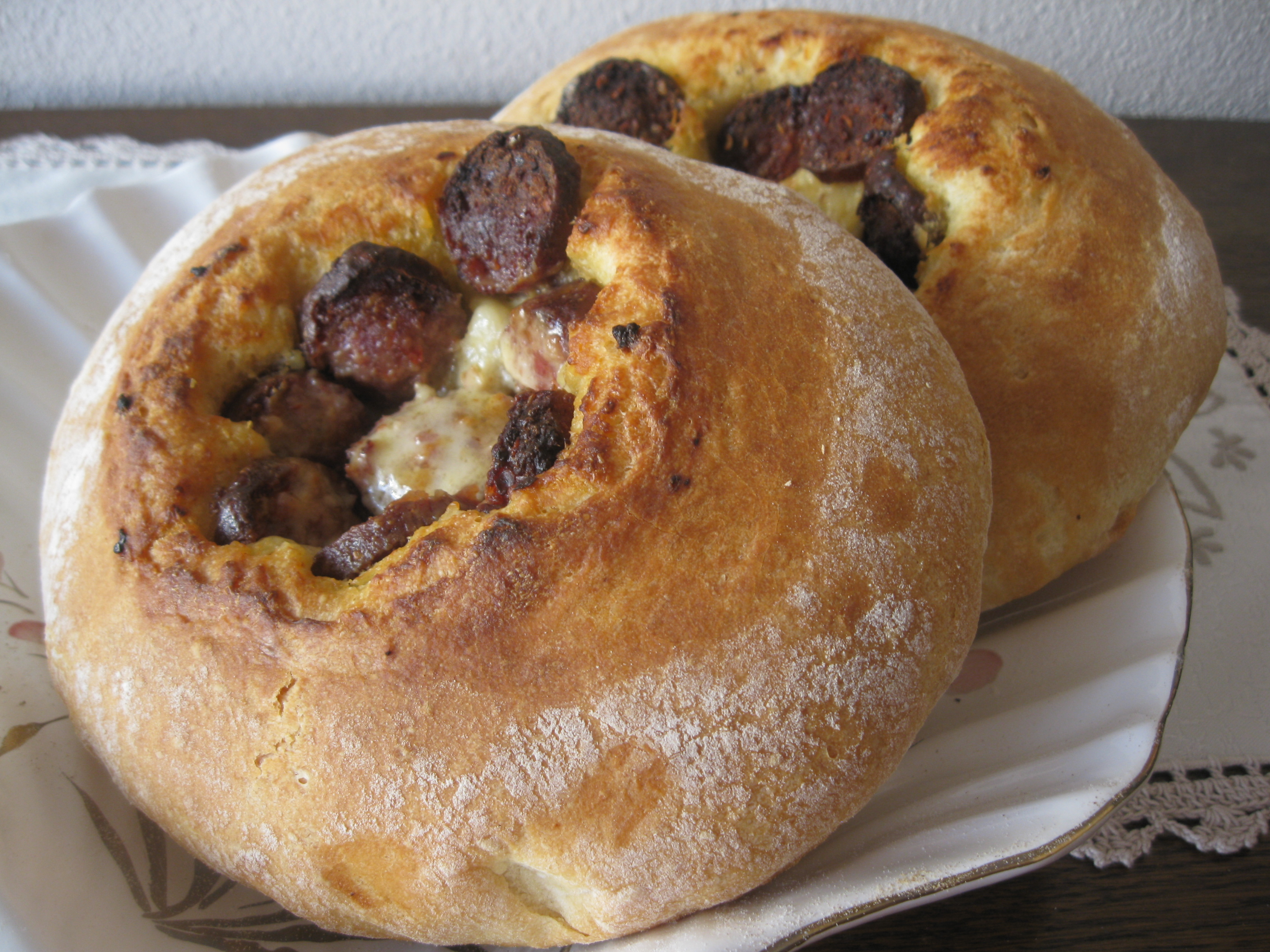
نان با سوجوک

## همچنین ببینید
- برسائولا
- لوکانکا
- قاضی
- سلامی
- سوتزوکاکیا ، کوفته تند در سس که نام آن در لغت به معنای "سوکوک کوچک" است.

## مراجع
1. ↑  TABNAK، تابناک | (۱۳۹۹/۰۹/۱۵ - ۱۶:۱۶). «در مورد سوجوک چه می دانید؟». fa. دریافت‌شده در 2025-01-16. تاریخ وارد شده در |تاریخ= را بررسی کنید (کمک)
2. 1 2  "sucuk". Nişanyan Sözlük (به ترکی استانبولی). Retrieved 2020-09-22.
3. ↑  Steingass, Francis Joseph (1892), “زیجك”, A Comprehensive Persian–English dictionary, London: Routledge & K. Paul
4. 1 2  Yılmaz, Ismail; Velioğlu, Hasan (2009). "Fermented meat products Figure 2. General Production Process of Turkish Sucuk". Retrieved 2020-09-22.
5. ↑  Omurtag, A. Cemal; Orbey, M. Tevfik; Yıldız, Sulhiye (1973). "Yerli Sucuklarımızın Besin Değerleri Üzerinde Araştırma" [The Research on the Food Value of the Native Sucuk (Suchuck) in a Rational and Balanced Nutrition] (PDF). J. Fac. Pharm (به ترکی استانبولی). Ankara. 3 (71).
6. ↑  Yılmaz, Ismail (April 2009). "Determination of Fatty Acid Composition and Total Trans Fatty Acids in Meat Products". Food Science and Biotechnology. 18: 350–355.
7. ↑  "Sucuklu Yumurta Nasıl Yapılır?". Sabah (به ترکی استانبولی). Retrieved 2018-07-17.